# Pradillo (gmina)
Pradillo – gmina w Hiszpanii, w prowincji La Rioja, w La Rioja, o powierzchni 10,28 km². W 2011 roku gmina liczyła 67 mieszkańców.